# Кокчунак
Кокчуна́к (рос. Кокчунак) — аул у складі Акбулацького району Оренбурзької області, Росія.

## Населення
Населення — 13 осіб (2010; 27 у 2002).
Національний склад (станом на 2002 рік):
- казахи — 100 %